# Anne Hooper
Pour les articles homonymes, voir Hooper.
Anne Hooper ou Anne de Tscerlas, morte le 7 décembre 1555, est une protestante flamande. Quand son mari devient évêque de Gloucester et de Worcester, elle est l'une des premières femmes d'évêque anglican. Elle écrit une correspondance fournie et meurt de la peste.

## Biographie
Anne naît dans les Flandres sous domination espagnole. Sa sœur et elle deviennent protestantes, mais pas leurs parents et leur frère. En raison des persécutions envers les protestants, elles doivent quitter Anvers, et s'installent à Strasbourg. Chez Jacques Bourgonge, qui l'héberge, elle rencontre John Hooper, qui vit chez John et Anne Hilles, lui aussi gagné aux idées de la Réforme protestante. 
John Hooper étudie la théologie à l'université de Bâle et ils se marient à Bâle en 1547.
En 1548, leur fille naît, et le réformateur suisse Heinrich Bullinger en est son parrain. En 1549, Anne écrit à sa famille à Anvers. Son père est déjà décédé, et son frère enlève la lettre encore cachetée à sa mère et la brûle. La même année, les Hooper retournent en Angleterre.
Hooper entretient une correspondance régulière avec Heinrich Bullinger. Anne Hilles, Jeanne Grey et elle sont des amies proches du réformateur. Son mari devient évêque de Gloucester et de Worcester : Anne devient donc l'une des premières épouses d'évêques anglicans
Marie Tudor devient reine. Son engagement catholique et les persécutions dont sont victimes les protestants mettent Hooper en danger. Anne Hooper part à l'étranger, sans son mari, en 1553. Lui-même est cité à comparaître le 22 janvier 1555 devant l'évêque catholique de Winchester, qui exige de lui qu'il annule son mariage.
Le 9 février 1555, John Hooper est brûlé vif en raison de sa foi protestante. Anne écrit à Bullinger, lui demandant de publier des écrits de son mari. Anne Hooper et sa fille, Rachel, meurent de la peste à Francfort-sur-le-Main en 1555.  Son fils, Daniel, survit et est élevé par Edward Oldsworth et Valérand Poullain, chez qui il vivra plus tard.